# Rumunia na Zimowych Igrzyskach Olimpijskich 1972
Rumunię na Zimowych Igrzyskach Olimpijskich 1972 reprezentowało trzynastu zawodników (sami mężczyźni). Był to dziewiąty start reprezentacji Rumunii na zimowych igrzyskach olimpijskich.

## Skład kadry

### Biathlon
Mężczyźni
| Zawodnik                                                 | Konkurencja         | czas biegu | Kary  | Łączny czas | Pozycja |
| -------------------------------------------------------- | ------------------- | ---------- | ----- | ----------- | ------- |
| Victor Fontana                                           | Bieg na 20 km       | 1:19:17,85 | 5:00  | 1:24:17,85  | 28.     |
| Vilmoș Gheorghe                                          | Bieg na 20 km       | 1:17:52,27 | 8:00  | 1:25:52,27  | 32.     |
| Nicolae Veștea                                           | Bieg na 20 km       | 1:21:08,21 | 6:00  | 1:27:08,21  | 34.     |
| Constantin Carabela                                      | Bieg na 20 km       | 1:22:45,95 | 11:00 | 1:33:45,95  | 52.     |
| Nicolae Veștea Victor Fontana Ion Țeposu Vilmoș Gheorghe | Sztafeta 4 × 7,5 km | 1:59:30,61 | 5     | 1:59:30,61  | 9.      |

### Bobsleje
Mężczyźni
| Osada  | Zawodnik                                                | Konkurencja | Ślizg 1 | Ślizg 2 | Ślizg 3 | Ślizg 4 | Łącznie | Pozycja |
| ------ | ------------------------------------------------------- | ----------- | ------- | ------- | ------- | ------- | ------- | ------- |
| ROU-I  | Ion Panțuru Ion Zangor                                  | Dwójki      | 1:16,50 | 1:15,31 | 1:14,04 | 1:14,68 | 5:00,53 | 5.      |
| ROU-II | Dragoș Panaitescu-Rapan Dumitru Focșeneanu              | Dwójki      | 1:17,98 | 1:17,00 | 1:14,67 | 1:15,24 | 5:04,89 | 12.     |
| ROU-I  | Ion Panțuru Ion Zangor Dumitru Pascu Dumitru Focșeneanu | Czwórki     | 1:12,07 | 1:12,65 | 1:11,08 | 1:11,32 | 4:47,12 | 10.     |

### Łyżwiarstwo figurowe
| Zawodnik         | Konkurencja | Nota   | Pozycja |
| ---------------- | ----------- | ------ | ------- |
| Gheorghe Fazekaș | Soliści     | 2094,0 | 17.     |

### Narciarstwo alpejskie
Mężczyźni
| Zawodnik      | Konkurencja | Konkurencja | Konkurencja         | Konkurencja         | Konkurencja   | Konkurencja   | Konkurencja              | Konkurencja              | Konkurencja              | Konkurencja              |
| Zawodnik      | Zjazd       | Zjazd       | Slalom gigant       | Slalom gigant       | Slalom gigant | Slalom gigant | Slalom specjalny         | Slalom specjalny         | Slalom specjalny         | Slalom specjalny         |
| Zawodnik      | Czas        | Pozycja     | Czas 1-go przejazdu | Czas 2-go przejazdu | Czas łączny   | Pozycje       | Czas 1-go przejazdu      | Czas 2-go przejazdu      | Czas łączny              | Pozycja                  |
| ------------- | ----------- | ----------- | ------------------- | ------------------- | ------------- | ------------- | ------------------------ | ------------------------ | ------------------------ | ------------------------ |
| Dan Cristea   | 2:01,26     | 39.         | 1:37,93             | 1:41,95             | 3:19,88       | 26.           | Nie ukończył konkurencji | Nie ukończył konkurencji | Nie ukończył konkurencji | Nie ukończył konkurencji |
| Virgil Brenci | 2:04,33     | 48.         | 1:42,81             | 1:44,59             | 3:27,40       | 33.           | 1:01,56                  | 1:00,02                  | 2:01,58                  | 20.                      |